# María Casimira Javiera de la Quintana
María Casimira Javiera de la Quintana fue una patriota argentina que actuó en la sociedad porteña al servicio de la revolución de Mayo y en los primeros años del movimiento emancipador.
Es considerada una de las Patricias Argentinas.

## Biografía
María Casimira Javiera de la Quintana nació el 4 de marzo de 1782 en la ciudad de Buenos Aires, entonces capital del Virreinato del Río de la Plata, parte integrante del Imperio Español, hija del brigadier de los Reales Ejércitos Nicolás José de la Quintana, comandante de la Frontera, y de su segunda esposa Francisca Espinosa.

### Sociedad Patriótica
Al producirse la Revolución de Mayo de 1810 María de la Quintana adhirió al igual que su padre al movimiento patriota.
Un año después, en el mes de junio de 1811 partieron a los Estados Unidos Diego Saavedra, hijo del presidente de la Junta Grande Cornelio Saavedra, y Juan Pedro Aguirre con la misión de adquirir armamentos y municiones en ese país.
Los comisionados cerraron a comienzos de 1812 un contrato para la compra de 1000 fusiles y 350 000 piedras de chispa con la firma estadounidense Miller&Wambor.
El 13 de mayo de 1812 arribaron los comisionados y los pertrechos al puerto de Ensenada de Barragan a bordo del buque de bandera estadounidense Liberty, y el 19 de mayo echaban ancla frente al puerto de Buenos Aires. 
Habiéndose difundido entre la población la llegada al puerto de Buenos Aires del buque y el rumor de que la situación económica del gobierno revolucionario dificultaba su compra, el 30 de mayo de 1812 se reunieron en casa de su prima hermana Tomasa de la Quintana catorce damas de la sociedad porteña.

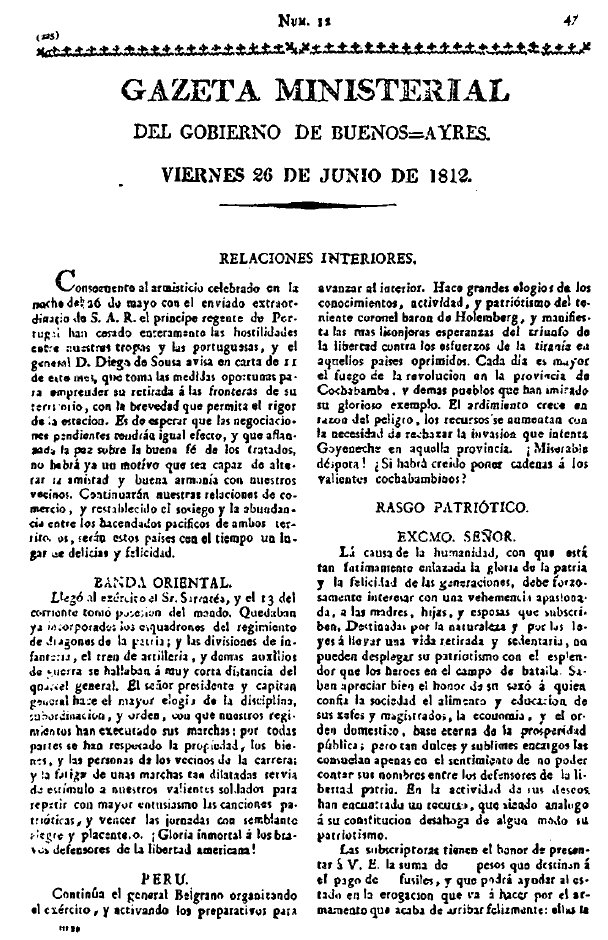
Publicación de la suscripción en la Gazeta

Las patricias que serían conocidas como Sociedad Patriótica, donaron el importe de 13 fusiles y dos onzas de oro para que cuando «el alborozo público lleve hasta el seno de sus familias la nueva de una victoria, podrán decir en la exaltación de su entusiasmo: Yo armé el brazo de este valiente que aseguró su gloria y nuestra libertad», en las palabras de su presentación, redactada por Bernardo de Monteagudo.
Las patricias solicitaron que cada uno de los fusiles adquiridos con su aporte llevaran el nombre de la donante para que «si el amor de la patria deja algún vacío en el corazón de los guerreros, la consideración al sexo será un nuevo estímulo que les obligue á sostener en su arma una prenda del afecto de sus compatriotas cuyo honor y libertad defienden. Entonces tendrá un derecho para reconvenir al cobarde que con las armas abandonó su nombre en el campo enemigo, y coronarán con sus manos al joven que presentando en ellas el instrumento de la victoria dé una prueba de su gloriosa valentía».
Las damas que suscribieron la donación fueron, cubriendo el costo de un fusil, María Casimira Javiera de la Quintana, su prima y dueña de casa Tomasa de la Quintana, sus hijas María de los Remedios de Escalada y María de las Nieves de Escalada y su hijastra María Eugenia de Escalada de Demaría, Ramona Esquivel y Aldao, Mariquita Sánchez de Thompson, Petrona Bernardina Cordero, Rufina de Orma, Isabel Calvimontes de Agrelo, María de la Encarnación Andonaégui de Valdepares, Magdalena de Castro de Herrero y Ángela Castelli de Irgazábal, y, aportando dos onzas de oro, Carmen de la Quintanilla de Alvear.
El 26 de junio de 1812 el Primer Triunvirato aceptó el donativo rindiendo «las más expresivas gracias á nombre de la patria». publicándose en la Gazeta de Buenos Ayres.

### Vida posterior
Tras la revolución su padre quedó agregado al Estado Mayor hasta que, sin haber recibido mando efectivo alguno y con 69 años de edad y su salud deteriorada, en 1813 se le suspendió el sueldo pese a que pasó a revistar en el Cuerpo de Inválidos.
Siendo soltera y única hija, María Quintana quedó a cargo del cuidado de su padre y en una situación económica que, una vez agotado el producto de la venta de las dos casas que la familia poseía en la ciudad, se tornó rápidamente insostenible.
En 1821 su tío Antonio José de Escalada le dejó en su testamento la suma de cien pesos como limosna y María Quintana pasó a vivir en casa de una de las hijas de su benefactor, María de las Nieves de Escalada de Oromí, en compañía de su padre quien falleció en la ciudad de Buenos Aires el 29 de octubre de 1828 a la avanzada edad de 84 años.
María Casimira Javiera de la Quintana falleció en la ciudad de Buenos Aires en 1845.